# Нуле
Нуле (итал. Nule) — коммуна в Италии, располагается в регионе Сардиния, подчиняется административному центру Сассари.
Население составляет 1573 человека, плотность населения составляет 30,37 чел./км². Занимает площадь 51,8 км². Почтовый индекс — 7010. Телефонный код — 079.
В коммуне 8 сентября особо празднуется Рождество Пресвятой Богородицы (Santa Maria Bambina).